# Luigi Arnaldo Vassallo
Luigi Arnaldo Vassallo, noto anche con lo pseudonimo di Gandolin (Genova, 31 ottobre 1852 – Genova, 10 agosto 1906), è stato un giornalista e scrittore italiano.

## Biografia
Nacque a Genova (e non a Sanremo come spesso è stato erroneamente riportato) in una casa di vico Notari, da Emanuele, di professione medico, e Caterina Cabruna. Al fonte battesimale gli vennero imposti i nomi Francesco Maria Angelo Luigi.
Iniziò l'attività  giornalistica nel 1869, collaborando a vari giornali genovesi. 
Dopo la fine dello Stato Pontificio, si trasferì a Roma, dove nel 1880 fondò con Raffaello Giovagnoli il Capitan Fracassa, giornale ricco di notizie e vignette caratterizzate da originalità e freschezza, e successivamente il Don Chisciotte della Mancia e Don Chisciotte di Roma. Si distinse dapprima come corrispondente de Il Caffaro di Genova e poi come redattore de Il Messaggero (1875), riuscendo ad aumentarne sensibilmente la tiratura grazie agli speciali sul processo Fadda. Negli anni 1879-80 fu direttore del quotidiano romano.
Nel 1896 divenne direttore del quotidiano Il Secolo XIX di Genova. Come corsivista utilizzò frequentemente lo pseudonimo di Gandolin.
È stato anche autore di racconti umoristici, tra i quali Guerra in tempo di bagni (1899) e lo spassoso La Famiglia De-Tappetti (1903), che fu alla base della sceneggiatura del film del 1959 Policarpo, ufficiale di scrittura diretto da Mario Soldati e interpretato da Renato Rascel.
È sepolto nel Cimitero di Staglieno insieme alla moglie, Aurelia Porcile, sposata nel 1873, e al figlio Arnaldino, scomparso prematuramente.

## Archivio personale
Il suo carteggio col professor Pietro Nurra, che consta di 184 documenti, è depositato dal 1933 presso la Biblioteca Universitaria di Genova.

## Opere

Renato Rascel interpreta Policarpo De Tappetti nel film Policarpo, ufficiale di scrittura

- La contessa Paola Flaminj. Scene moderne, Roma, A. Sommaruga, 1882.
- Drammi di corte. La regina Margherita, Roma, A. Sommaruga, 1882.
- Macchiette, Roma, Tipografia Nazionale, 1884.
- Diana ricattatrice. Romanzo, Milano, Fratelli Treves, 1886.
- Il pupazzetto spagnolo, Genova, Tipografia Marittima, 1886.
- Il pupazzetto gravido. I misteri del giornalismo, Roma, Tipografia dell'Opinione, 1887.
- Il pupazzetto francese, Roma, Tipografia La cooperativa, 1889.
- Il pupazzetto tedesco, Roma, La cooperativa, 1889.
- Il pupazzetto parlamentare, Roma, Tipografia La cooperativa, 1890.
- Il secondo pupazzetto parlamentare, ossia pupazzettone, Roma, Tipografia La cooperativa, 1890.
- Casa De-Tappetti, Roma, La cooperativa, 1890.
- Il libro dell'amore, Roma, Don Chisciotte, 1891.
- La signora Cagliostro. Romanzo, Milano, Fratelli Treves, 1894.
- Guerra in tempo di bagni: racconto, Milano, Fratelli Treves, 1896.
- Nel mondo degli invisibili, Roma, E. Voghera, 1902.
- La famiglia De-Tappetti, Torino, Renzo Streglio e C. Edit., 1903. Edizioni recenti:

La famiglia De-Tappetti, Roma, Nuove edizioni del Gallo, 1991. ISBN 88-7265-005-4.
La famiglia De-Tappetti e Monologhi, Supplemento a Il Secolo XIX, Milano, Euromeeting italiana, 2005.
- Dieci monologhi di Gandolin, Torino, R. Streglio e C., 1903.
- Dodici monologhi, Milano, Fratelli Treves, 1909.
- Gli uomini che ho conosciuto. Seguito dalle Memorie d'uno smemorato, con prefazione biografica di Sabatino Lopez, Milano, Fratelli Treves, 1911.
- Ciarle e macchiette, Milano, Fratelli Treves, 1912.
- Parla Gandolin, Milano, Fratelli Treves, 1919.